# San Raffaele Cimena
San Raffaele Cimena (San Rafè e Cimënna in piemontese) è un comune italiano di 3 133 abitanti della città metropolitana di Torino in Piemonte.

## Geografia fisica

### Clima
Nel comune di San Raffaele Cimena si contraddistingue la frazione di Valle Baudana per il caratteristico e rarissimo microclima che la caratterizza e che le consente di godere di temperature particolarmente miti anche in pieno inverno e particolarmente fresche in estate.
Questo fenomeno è stato ed è ancora oggetto di studio di vari istituti, incluso il Consiglio Nazionale delle Ricerche (CNR), i quali sono giunti alla conclusione che è il connubio fra la particolare morfologia del territorio e le caratteristiche uniche della flora, specie a fondo valle, il motivo per cui si può assistere a fenomeni pressoché unici nel nord d'Italia, quali la fioritura di molte varietà vegetali tipicamente tropicali come ad esempio gli agrumi, i fichi d'india, i banani, le palme, alcune rare specie erbacee ed infine la papaya (Carica papaya), che è una pianta originaria dell'America centrale, molto diffusa in Brasile e nelle isole Hawaii, che in Italia riesce ad essere coltivata esclusivamente in Sicilia e sotto serra.

## Storia

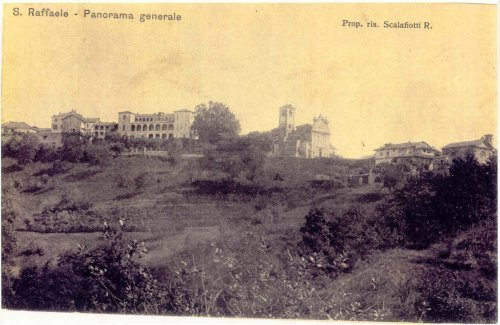
San Raffaele (1909)

È probabile che il primo nucleo abitato sulla collina sia sorto nel IV secolo, come presidio bizantino sulla pianura sottostante. I soldati di Giustiniano avrebbero eretto una rudimentale cappella in onore a san Raffaele arcangelo come buon auspicio di ritorno a casa, poiché questo arcangelo proteggeva i viaggiatori. Attorno alla chiesetta, edificata nella zona dell'attuale cimitero, sarebbero poi sorte le prime abitazioni. Nel X secolo, a causa delle incursioni dei Saraceni, la popolazione si spostò più in alto, intorno al castello, ubicato dove oggi si trova il Parco della Rimembranza, per avere maggiore protezione. L'abitato era inoltre difeso da fossi e mura di cinta. Il borgo che si è sviluppato intorno alla fortezza, San Raffaele, si differenzia ancora oggi nettamente dalle altre due principali località del territorio comunale, Cimena e La Piana, nate come villaggi su strade di comunicazione. Nei secoli passati le famiglie Provana, Roero, Calori, Socio, Gervasio, Crova, de Rege, Scaglia, Tornielli, Robbio e Curbis si susseguirono nel possesso del feudo, o di parte di esso, con titolo signorile e comitale.
Cimena ha un'origine addirittura precedente l'epoca romana e il nome deriva probabilmente dall'antica lingua ligure, in cui il termine cem, o cim, significava monte o altura. Divenuta comune autonomo nel 1596, era un centro importante sia per la sua posizione strategico-militare, sia per quella geografica, che ne favoriva l'agricoltura. Nel 1818 Cimena fu aggregata a San Raffaele, da cui la denominazione comunale di "San Raffaele e Cimena", durata fino al 1928.

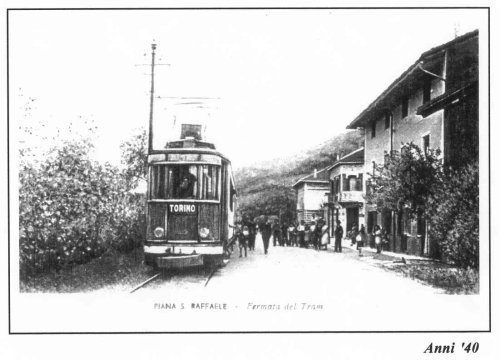
La Piana (anni '40)

Nel XVII secolo, intanto, si svilupparono gli airali nella zona compresa tra la strada che correva lungo la collina e l'altura stessa: è l'attuale borgo vecchio della Piana. Favorita dalla sua posizione intermedia tra Gassino Torinese e Chivasso, che rendeva più agevoli i commerci e gli spostamenti di persone (cui concorse nel 1831 l'ultimazione dei lavori di costruzione della strada provinciale Gassino-Cimena proseguente per Casale Monferrato, l'attuale strada statale 590), e per il vantaggio di poter attuare un'agricoltura più meccanizzata, era destino che, con i secoli, La Piana avrebbe preso il sopravvento come importanza sulle altre frazioni. Si dovette però aspettare il XX secolo per assistere a quell'imponente incremento demografico e di servizi che determinarono tra l'altro, nel 1949, l'inevitabile passaggio a La Piana del capoluogo.

### Simboli
Lo stemma e il gonfalone sono stati concessi con decreto del presidente della Repubblica del 10 gennaio 1985.
Lo stemma è troncato semipartito: nel primo, d'oro, è rappresentato san Raffaele arcangelo, munito di ali azzurre, tenente con una mano un bordone nero a cui è legata una bisaccia di cuoio, il tutto al naturale; l'arcangelo è accompagnato dalla figura di Tobia, parzialmente immerso nelle acque azzurre mentre impugna un pesce d'argento, e da un cane bianco. Nel secondo, d'argento, figura un castello rosso, munito di tre torrioni e fondato su una terrazza di verde. Nel terzo, di rosso, è rappresentato l'edificio sede del Comune, d'argento, fondato su una terrazza di verde. Il tutto alla pianura d'azzurro, fluttuosa d'argento.
Il gonfalone è un drappo troncato di rosso e di giallo.

## Monumenti e luoghi d'interesse
Per San Raffaele Cimena passa il percorso storico della Via Francigena, rami del Moncenisio e del Monginevro, che si dirige successivamente verso Chivasso.
La chiesetta Madonna degli Angeli, sita nella frazione Cimena lungo la strada statale 590, risale al 1840 e sorge nello stesso sito in cui già sorgeva, intorno all'anno 1000, una cappella dedicata a santa Maria Maddalena. La chiesetta Madonna degli Angeli è entrata a fare parte dei "Luoghi del Cuore" del FAI.
In posizione dominante su Cimena, a breve distanza, vi è la villa Cimena, che sorge nel territorio comunale di Castagneto Po.

## Cultura

### Biblioteche
A San Raffaele Cimena ha sede una biblioteca, in un palazzo storico che prima fungeva da sede comunale. Dal 2006 aderisce al circuito SBAM (Sistema Bibliotecario Area Metropolitana).

## Società
I sanraffaellesi sono soprannominati pelacurdin, per via della loro parsimonia. L'origine del soprannome è curiosa: un tempo i contadini si recavano al mercato di Gassino per vendere i loro prodotti, che trasportavano in sacchi di iuta, chiusi con un cordino, che poi gettavano. Gli avventori di San Raffaele raccoglievano questi cordini e li riportavano a casa.

### Evoluzione demografica
Negli ultimi sessanta anni, a partire dal 1961, la popolazione residente è praticamente raddoppiata.
Abitanti censiti

### Etnie e minoranze straniere
Il 31 dicembre 2016 risiedevano a San Raffaele Cimena 135 stranieri. In termini percentuali gli immigrati costituiscono il 4,3% della popolazione totale.
Di seguito sono riportati i gruppi più consistenti:
1. Romania: 70 (2,3%)
2. Moldavia: 24 (0,8%)
3. Albania: 9 (0,3%)
4. Marocco: 6 (0,2%)

## Infrastrutture e trasporti
Tra il 1883 e il 1949 il comune fu servito dalla Tranvia Torino-Chivasso/Brusasco.

## Amministrazione
| Periodo | Periodo   | Primo cittadino      | Partito      | Carica  | Note       |
| ------- | --------- | -------------------- | ------------ | ------- | ---------- |
| 1948    | 1957      | Francesco Pozzo      | lista civica | Sindaco |            |
| 1957    | 1967      | Carlo Thaon di Revel | lista civica | Sindaco |            |
| 1967    | 1970      | Giovanni Borsello    | lista civica | Sindaco |            |
| 1970    | 1973      | Fiorenzo Zeppegno    | lista civica | Sindaco |            |
| 1973    | 1975      | Giovanni Regis       | lista civica | Sindaco |            |
| 1975    | 1978      | Marco Ossola         | lista civica | Sindaco |            |
| 1978    | 1988      | Francesco Pozzo      | lista civica | Sindaco | 2º periodo |
| 1988    | 2004      | Angelo Corrù         | lista civica | Sindaco |            |
| 2004    | 2009      | Franco Casale        | lista civica | Sindaco |            |
| 2009    | 2019      | Angelo Corrù         | lista civica | Sindaco | 2º periodo |
| 2019    | 2024      | Ettore Mantelli      | lista civica | Sindaco |            |
| 2024    | in carica | Ettore Mantelli      | lista civica | Sindaco | 2º periodo |

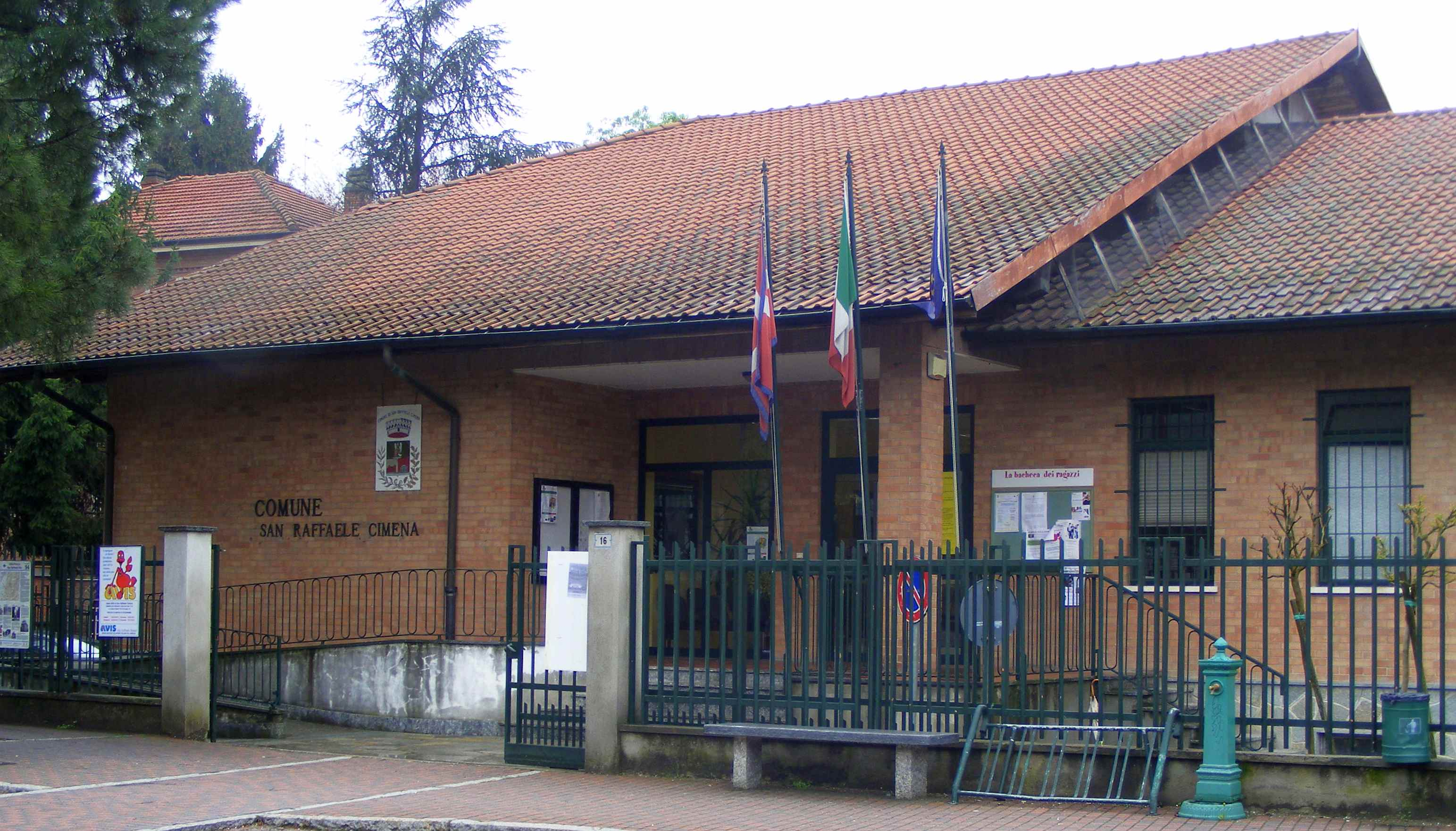
Il municipio

- Classificazione climatica: zona E, 2646 GR/G